# السرايا (مسلسل)
السرايا مسلسل تلفزيوني مصري بدأ عرضه في عام 2017.